# Nam chim
Nam chim o nam jim (in thailandese น้ำจิ้ม; [ná(ː)m tɕîm]) è una categoria di salse di accompagnamento thailandese. La salsa tende a essere più consistente rispetto al Nam phrik.

## Varianti

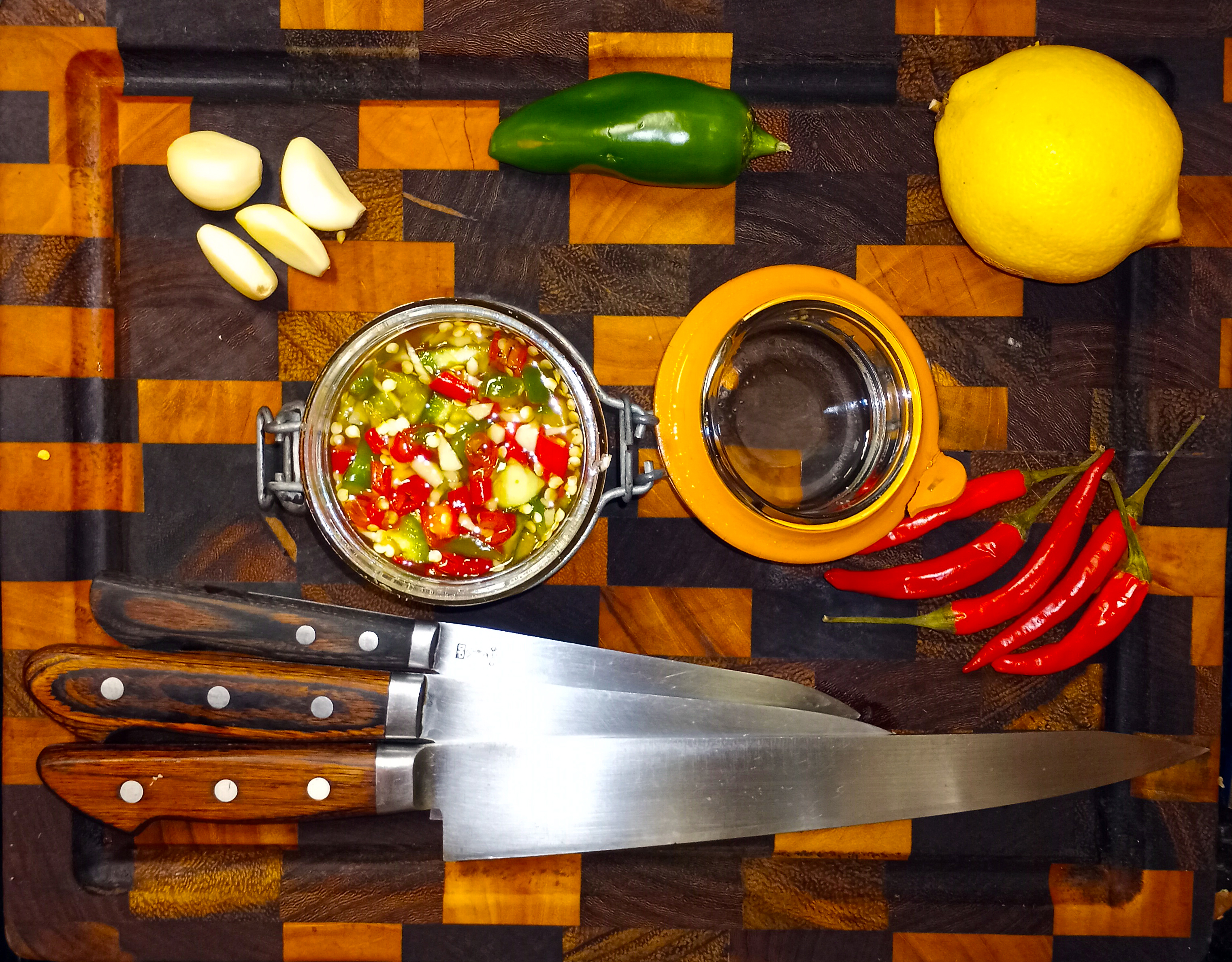
Nahm Jim

- Nam chim kai (in thailandese น้ำจิ้มไก่);
- Nam chim chaeo (in thailandese น้ำจิ้มแจ่ว);
- Nam chim sate (in thailandese น้ำจิ้มสะเต๊ะ);
- Achat (in thailandese อาจาด);
- Nam chim suki (in thailandese น้ำจิ้มสุกี้);
- Nam chim taochiao (in thailandese น้ำจิ้มเต้าเจี้ยว);
- Nam chim thale (in thailandese น้ำจิ้มทะเล);
- Nam chim thot man (in thailandese น้ำจิ้มทอดมัน);
- Nam chim paesa (in thailandese น้ำจิ้มแป๊ะซะ);